# Trần Nguyên Mẫn
Trần Nguyên Mẫn (1915–1950), bí danh Việt Kính, là một nhà cách mạng Việt Nam, nguyên Phó Bí thư Tỉnh ủy, Chủ tịch Ủy ban Kháng chiến hành chính tỉnh Ninh Thuận.

## Cuộc đời
Trần Nguyên Mẫn sinh năm 1915 tại thôn Nga Mân, xã Phổ Cường, huyện Đức Phổ, tỉnh Quảng Ngãi. Năm 1944, ông tham gia phong trào cách mạng tại địa phương, gia nhập Đội du kích Ba Tơ.
Tháng 8 năm 1945, ông tham gia chiến đấu cướp chính quyền tại huyện huyện Đức Phổ (Quảng Ngãi). Nguồn khác thì cho rằng ông là đại diện thanh niên viên chức bưu điện Tháp Chàm tham gia hội nghị chuẩn bị cho mục tiêu cướp chính quyền tại tỉnh Ninh Thuận vào ngày 21 tháng 8. Ngày 22 tháng 8, ông lãnh đạo giành chính quyền ở các làng dọc đường 11 của huyện An Phước Chàm, là Phó Chủ tịch Ủy ban nhân dân cách mạng lâm thời thị trấn Tháp Chàm. Cuối tháng 9, ông được bầu làm Phó Chủ nhiệm Ủy ban Việt Minh tỉnh Ninh Thuận.
Tháng 5 năm 1946, quân Pháp bất ngờ bao vây tấn công Ủy ban hành chính tỉnh Ninh Thuận đóng tại La Chữ (Phước Hữu, Ninh Phước), toàn bộ thành viên và nhân viên đều bị bắt và giết hại. Chủ tịch Ủy ban hành chính tỉnh Nguyễn Văn Nhu đến gặp đại diện Pháp phản đối cũng bị bắt giữ thủ tiêu. Tháng 6, hội nghị tổ chức Càn Khôn (Thuận Lợi) đã ra quyết định bầu lại Tỉnh ủy lâm thời, Ủy ban Mặt trận Việt Minh và Ủy ban Hành chính tỉnh. Ông được bầu làm Ủy viên Tỉnh ủy lâm thời Ninh Thuận, Ủy viên Việt Minh tỉnh Ninh Thuận, Chủ tịch Ủy ban hành chính tỉnh Ninh Thuận.
Tháng 7 năm 1947, theo sắc lệnh 91-SL, ông làm Chủ tịch Ủy ban hành chính kháng chiến tỉnh Ninh Thuận. Tháng 9, ông được bổ nhiệm làm Phó Bí thư Tỉnh ủy Ninh Thuận.
Tháng 5 năm 1949, Bí thư Tỉnh ủy Trương Chí Cương ra Việt Bắc dự Hội nghị Đảng, ông được phân công làm Quyền Bí thư Tỉnh ủy kiêm Chủ tịch Ủy ban hành chính kháng chiến tỉnh. Tháng 12, tại Đại hội Đảng bộ tỉnh, Tỉnh ủy mới do Võ Dân làm Bí thư, ông tiếp tục làm Phó Bí thư.
Tháng 3 năm 1950, ông qua đời vì bệnh ở Chiến khu CK7 (Phước Hà).

## Vinh danh
Năm 1951, ông được Chủ tịch Hồ Chí Minh truy tặng Huân chương Kháng chiến hạng Nhất.